# Eriophora yanbaruensis
Eriophora yanbaruensis är en spindelart som beskrevs av Akio Tanikawa 2000. Eriophora yanbaruensis ingår i släktet Eriophora och familjen hjulspindlar. Inga underarter finns listade i Catalogue of Life.